# Heartstopper (televisieserie)
Heartstopper is een Britse coming-of-age romantische komedie die op Netflix gestreamd kan worden. De serie gaat over twee jongens op een middelbare school die een relatie met elkaar krijgen. Het verhaal is gebaseerd op de gelijknamige webstrip en striproman geschreven door Alice Oseman. De serie groeide in korte tijd uit tot een wereldwijd succes, zowel qua kritieken als kijkcijfers. Netflix besloot dan ook al snel de serie twee extra seizoenen te geven waarvan het tweede seizoen uitkwam op 3 augustus 2023. Seizoen 3 verscheen op 3 oktober 2024. In april 2025 werd bekendgemaakt dat de serie niet zou eindigen met een vierde seizoen, maar met een speelfilm. De opnames daarvoor begonnen in juni 2025.

## Rolverdeling
| Personage         | Acteur             | Nederlandse stem         |
| ----------------- | ------------------ | ------------------------ |
| Nick Nelson       | Kit Connor         | Ridder van Kooten        |
| Charlie Spring    | Joe Locke          | Bauke van Boheemen       |
| Elle Argent       | Yasmin Finney      | Marie-Léa Fleurima       |
| Tao Xu            | William Gao        | Valentijn Banga          |
| Tara Jones        | Corinna Brown      | Dewi Inesia              |
| Darcy Olsson      | Kizzy Edgell       | Elaine Hakkaart          |
| Isaac Henderson   | Tobie Donovan      |                          |
| Ben Hope          | Sebastian Croft    | Wijnand Gomes            |
| Harry Green       | Cormac Hyde-Corrin | Justin Swagerman         |
| Imogen Heaney     | Rhea Norwood       | Sofie Heus               |
| Sarah Nelson      | Olivia Colman      | Hilde de Mildt           |
| Tori Spring       | Jenny Walser       | Josephine van Waesberghe |
| Julio Spring      | Pepe Balderrama    |                          |
| Jane Spring       | Georgina Rich      |                          |
| Coach Singh       | Chetna Pandya      | Meghna Kumar             |
| mr. Ajayi         | Fisayo Akinade     | Nigel Brown              |
| Miss Hyder        | Leonie Spilsbury   | Fleur van de Water       |
| mr. Lange         | Alan Turkington    |                          |
| mr. Farouk        | Nima Taleghani     |                          |
| headmaster Barnes | Stephen Fry        | Ewout Eggink             |
| Otis Smith        | Araloyin Oshunremi |                          |
| Yan Xu            | Momo Yeung         |                          |

## Afleveringen
| Seizoen | Aflevering | Titel        |
| ------- | ---------- | ------------ |
| 1       | 1          | Meet         |
| 1       | 2          | Crush        |
| 1       | 3          | Kiss         |
| 1       | 4          | Secret       |
| 1       | 5          | Friend       |
| 1       | 6          | Girls        |
| 1       | 7          | Bully        |
| 1       | 8          | Boyfriend    |
| 2       | 1          | Out          |
| 2       | 2          | Family       |
| 2       | 3          | Promise      |
| 2       | 4          | Challenge    |
| 2       | 5          | Heat         |
| 2       | 6          | Truth / Dare |
| 2       | 7          | Sorry        |
| 2       | 8          | Perfect      |
| 3       | 1          | Love         |
| 3       | 2          | Home         |
| 3       | 3          | Talk         |
| 3       | 4          | Journey      |
| 3       | 5          | Winter       |
| 3       | 6          | Body         |
| 3       | 7          | Together     |
| 3       | 8          | Apart        |